# Чёрное (озеро, Малышевский городской округ)
Чёрное — озеро в Малышевском городском округе Свердловской области, в 1 км на северо-запад от посёлка Изумруд. Площадь 35 га.

## Описание
Озеро расположено в 1 км на северо-запад от посёлка Изумруд, посреди большого верхового болота Чёрное, наступающего на озеро. Из озера вытекает река Чернушка (левый приток реки Большой Рефт). Берега и дно озера торфяные. Большое содержание гуминовых веществ определяет очень тёмную окраску воды, из-за чего озеро и получило название. На болоте — участки клюквенников и низкобонитетные сосняки. Площадь озера 35 га, глубина его достигает 2,8 м, длина 970 м, ширина 500 м. Место сбора ягод и рыбной ловли.

## Охранный статус
Озеро и окружающее его болото Чёрное являются памятниками природы. Охраняемая территория: озера с окружающими лесами 50 га, болота 389 га.